# 大吻斜齿鲨
大吻斜齿鲨（学名：Scoliodon macrorhynchos）是軟骨魚綱真鯊目真鲨科斜齿鲨属一种，分布于太平洋西部，包括印尼西部、馬來西亞、暹羅灣、新加坡、婆羅洲、菲律賓、中國、香港、台灣和日本海域。本种由荷兰学者彼得·布莱克尔于1852年描述发表，模式产地为印度尼西亚雅加达。其种加词“macrorhynchos”意为“大吻”，指本种较长的吻部。
本种曾长期被认为与宽尾斜齿鲨（Scoliodon laticaudus）是同一种，2010年被研究人员恢复为独立物种。

## 形态特征
大吻斜齿鲨属于一种小型真鲨，最大全长（TL）71厘米。身体细长，吻部长且极度扁平；齿边缘光滑，刀片状齿头细长且明显倾斜，无副牙；前部牙齿两性明显不同，成年雄鲨的前齿极度延长和弯曲。总齿列数25–28/23–28行或总共48-56行；第二背鳍起点位于臀鳍起点的后方，约与臀鳍基部的后1/3处相对；第二背鳍起点至臀鳍起点之间的距离为全长的6.0-9.1%，是第二背鳍基底长度的1.3-2.5倍；背鳍间距为全长的17.9-22.2%；腹鳍小，前缘为胸鳍前缘的的41-56%；第一背鳍小，宽三角形，起自胸鳍自由后尖端的后面；第二背鳍非常小，基底长为鳍高的2.0–3.5倍。活体时，背部呈绿铜色，腹部呈米白色。